# Tomba del Leone
La Tomba del Leone  (littéralement « tombe du Lion »)  est une tombe étrusque proche de la ville de Chiusi, dans la province de Sienne en Toscane, à la limite de l'Ombrie dans la nécropole de Poggio Renzo.

## Histoire
La tomba del Leone est l'une des tombes étrusques de Chiusi, située à environ 2 km de la ville sur la route menant au lac de Chiusi. Elle doit son nom à une fresque représentant deux lionnes (ou panthères) qui était visible sur le fronton de l'entrée jusqu'en 1911.
La tombe datée du Ve siècle av. J.-C. a servi jusqu'au IIe siècle av. J.-C. Elle était déjà connue en 1883 mais fut de nouveau revisitée en 1911 afin de relever le dessin des fresques ornant les parois, aujourd'hui perdues.
Le tumulus qui la couvre abrite deux autres sépultures.

## Description
Le plan de la tombe est en forme de croix avec trois chambres donnant sur l'atrium central et un dromos d'entrée, le long des parois duquel se trouvent trois niches et deux petites pièces rectangulaires.
L'atrium central était décoré avec une fresque avec une scène de banquet  (encore visible en 1911) et les plafonds (aujourd'hui écroulés) étaient entaillés et en partie peints probablement à caissons similaires à ceux de la tomba della Scimmia qui se trouve à proximité.
La chambre latérale comporte une ornementation géométrique.
Sur le mur frontal de la chambre du fond un étroit passage irrégulier mène à un puits cylindrique d'une longueur de 28 mètres qui débouche sur le sommet de la colline (peut-être s'agit-il d'une tombe a caditoia soit à cheminée dans le toit et  qui donnait peut-être de la lumière lors de la visite, lorsqu'on retirait les dalles qui en obstruaient l'orifice).
Ce passage a sûrement été utilisé pendant les fouilles ou peut-être par des tombaroli.
La tombe est ouverte au public par le passage au musée de Chiusi (avec la Tomba della Pellegrina).

## Sources
- (it) Cet article est partiellement ou en totalité issu de l’article de Wikipédia en italien intitulé « Tomba del Leone » (voir la liste des auteurs).